# Rhodoxantin
A rhodoxantin (E161f) egy a természetben is előforduló, ipari mennyiségben szintézis során előállított, sárga színű pigment. A karotinoidok közé, azon belül is a xantofillek közé tartozik.
Képlete: C40H50O2
CAS száma: 116-30-3
Kémiai neve: 4',5',-Didehidro-4,5'-retro-b,b-karotin-3,3'-dion
Moláris tömege: 562,824 g/mol
Élelmiszer-adalékanyagként való felhasználása elhanyagolható.
Az USA-ban és az Európai Unióban nem engedélyezett.

## Külső hivatkozások
1. ↑  Színezek

- E161f
- Rhodoxanthin